# Кельцы (деревня)
Кельцы — деревня в Рязанском районе Рязанской области. Входит в Заборьевское сельское поселение.

## География
Находится в центральной части Рязанской области на расстоянии приблизительно 34 км на север-северо-восток по прямой от вокзала станции Рязань I в левобережной части района.

## История
На карте 1848 года уже были показаны Постоялые дворы Кельцы. В 1859 году здесь (тогда деревня Кельца Рязанского уезда Рязанской губернии) было учтено 5 дворов, в 1897 — 10.

## Население
Численность населения: 28 человек (1859 год), 54 (1897), 25 в 2002 году (русские 100 %), 19 в 2010.